# The Opera Platform
The Opera Platform är en gratis online plattform som lanserades 2015 i samarbete mellan den fransk-tysk tv-kanalen Arte och flera ledande operahus i Europa. Opera är tillgängligt live och on demand i efterhand som streamad media på plattformen.

## Samarbetande operahus
- Wiener Staatsoper
- La Monnaie/De Munt Bryssel
- Finlands nationalopera Helsingfors
- Festival d’Aix-en-Provence
- Opéra national de Lyon
- Komische Oper Berlin
- Staatstheater Stuttgart
- Teatro Regio di Torino
- Latvian National Opera Riga
- Dutch National Opera and Ballet Amsterdam
- Den Norske Opera & Ballet Oslo
- Teatr Wielki/Opera Naradowa Warszawa
- Teatro Real Madrid
- Royal Opera House Covent Garden London
- Welsh National Opera Cardiff